# Ясна Поляна (Берестинський район)
Ясна Поля́на — село в Україні, у Берестинському районі Харківської області. Населення становить 199 осіб. Орган місцевого самоврядування — Попівська сільська рада.

## Географія
Село Ясна Поляна знаходиться на березі річки Вошивенька (в основному на лівому), вище за течією примикає до села Роздолля, нижче за течією на відстані 1 км розташоване село Вільне. Поруч проходить автомобільна дорога Р79.

## Історія
- 1920 — дата заснування.

## Населення
Згідно з переписом УРСР 1989 року чисельність наявного населення села становила 197 осіб, з яких 94 чоловіки та 103 жінки.
За переписом населення України 2001 року в селі мешкали 194 особи.

### Мова
Розподіл населення за рідною мовою за даними перепису 2001 року:
| Мова       | Відсоток |
| ---------- | -------- |
| українська | 96,48 %  |
| російська  | 3,52 %   |

## Економіка
- Молочно-товарна і свино-товарна ферми.